# Gottfried Götting
Gottfried Götting (* 20. Februar 1830 in Düsseldorf; † 9. Mai 1879 in Aachen) war ein deutscher Bildhauer.

## Leben und Wirken

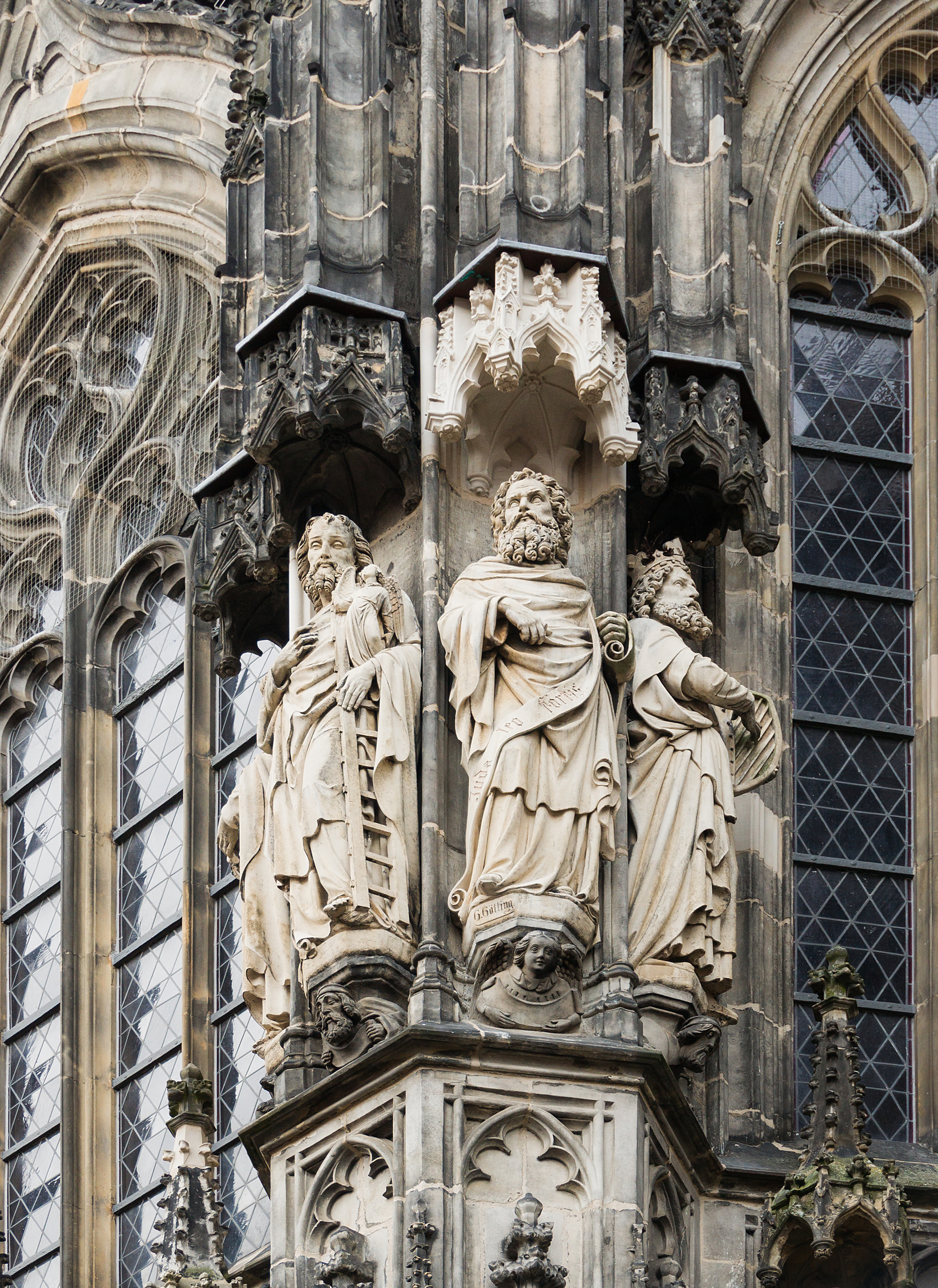
Statuen von Jakob, Juda und David am Aachener Dom

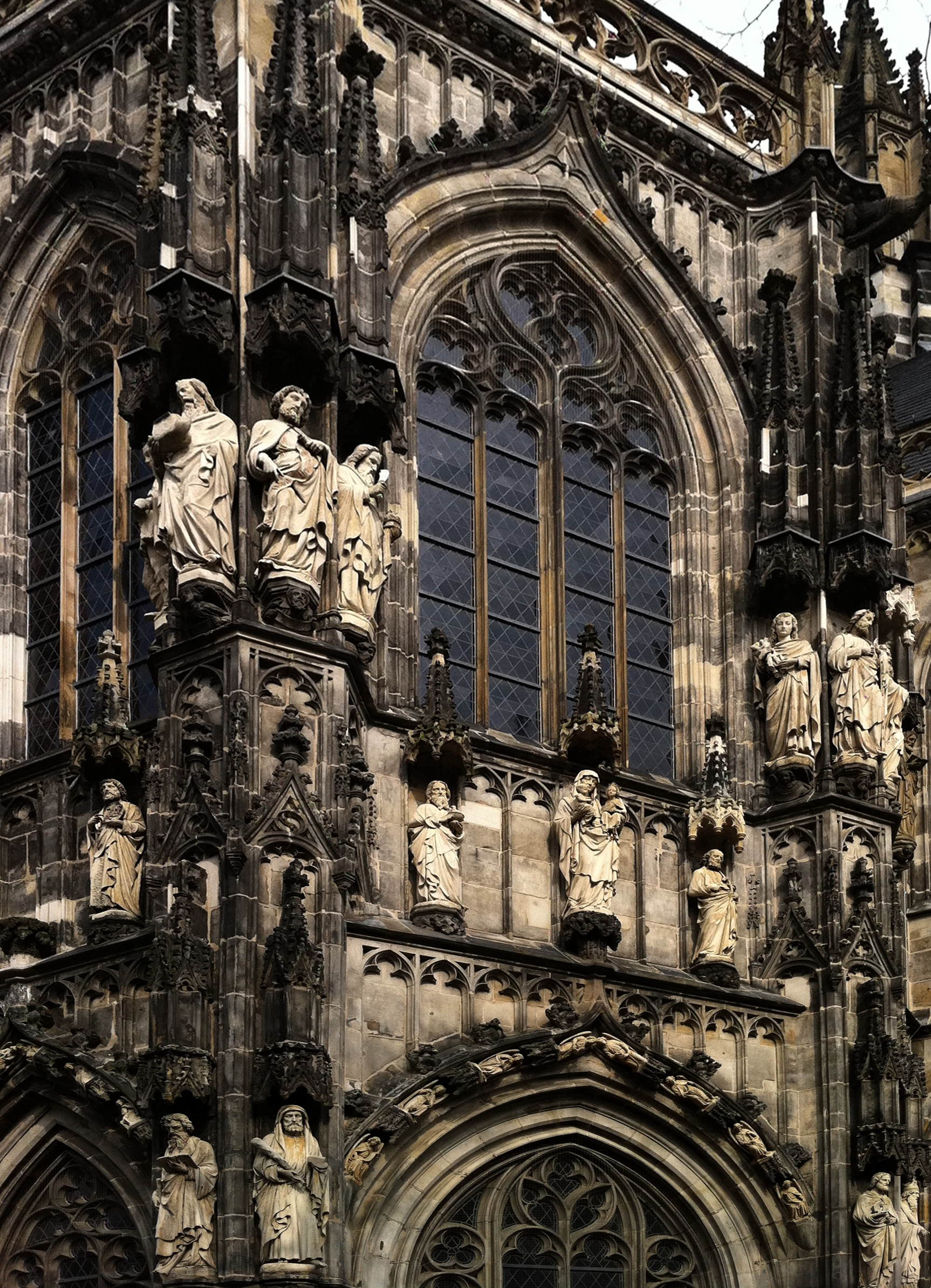
Figuren der Annakapelle am Aachener Dom

Der Sohn des Historienmalers und Bildhauers Johann Peter Götting und der Anna Margarethe Prehel kam nach dem Studium der Bildhauerei an der Düsseldorfer Kunstakademie und anschließenden verschiedenen Auftragtätigkeiten zwischen 1860 und 1870 nach Aachen, wo er sich in der dortigen Jakobstraße eine Werkstatt einrichtete. In den Jahren 1870–1872 wurde Götting als Extraordinarius für Bossieren an die RWTH Aachen berufen. Einer seiner bekanntesten Schüler dieser Zeit war Lambert Piedboeuf, aber auch Johann Lorenz Opree. Göttings Düsseldorfer Mitschüler war Wilhelm Busch. Beide charakterisieren in ihren Werken, der eine mit der Feder, der andere mit dem Meißel.
Götting verstand sich bei seiner Arbeit vor dem Hintergrund des ab den siebziger Jahren des 19. Jahrhunderts beginnenden so genannten Kulturkampfes als Vertreter der Neugotik. Als eines seiner Hauptwerke zählten dabei zweifelsfrei die 90 Steinskulpturen am Aachener Dom, die zum größten Teil aus Savonnières-Kalkstein und nur einige wenige aus Udelfanger Sandstein gehauen wurden. Zum Vorbild dienten ihm die Skulpturen am Kölner Dom, der zu dieser Zeit das Zentrum der Neugotik war, wobei er aber seine Aachener Skulpturen feingliedriger verarbeitete. Ähnlich akribisch verfuhr er auch mit seinen anderen Werken. Dabei wurde Götting maßgeblich durch den Aachener Kanonikus und Kunsthistoriker Franz Bock beraten und unterstützt, welcher ihm auch zahlreiche weitere bedeutende Arbeitsaufträge vermittelte sowie durch seinen Mitarbeiter und ebenfalls bekannten Bildhauer Gustav Angelo Venth (1848–1903), Sohn des Malers Aloys Hubert Michael Venth.

## Rezeption
Eine an Göttings charakteristische Marienfigur angelehnte Darstellung findet sich in dem Grabschmuck-Katalog der Württembergischen Metallwarenfabrik 1919 als ungenanntes Werk.

## Werke (Auswahl)

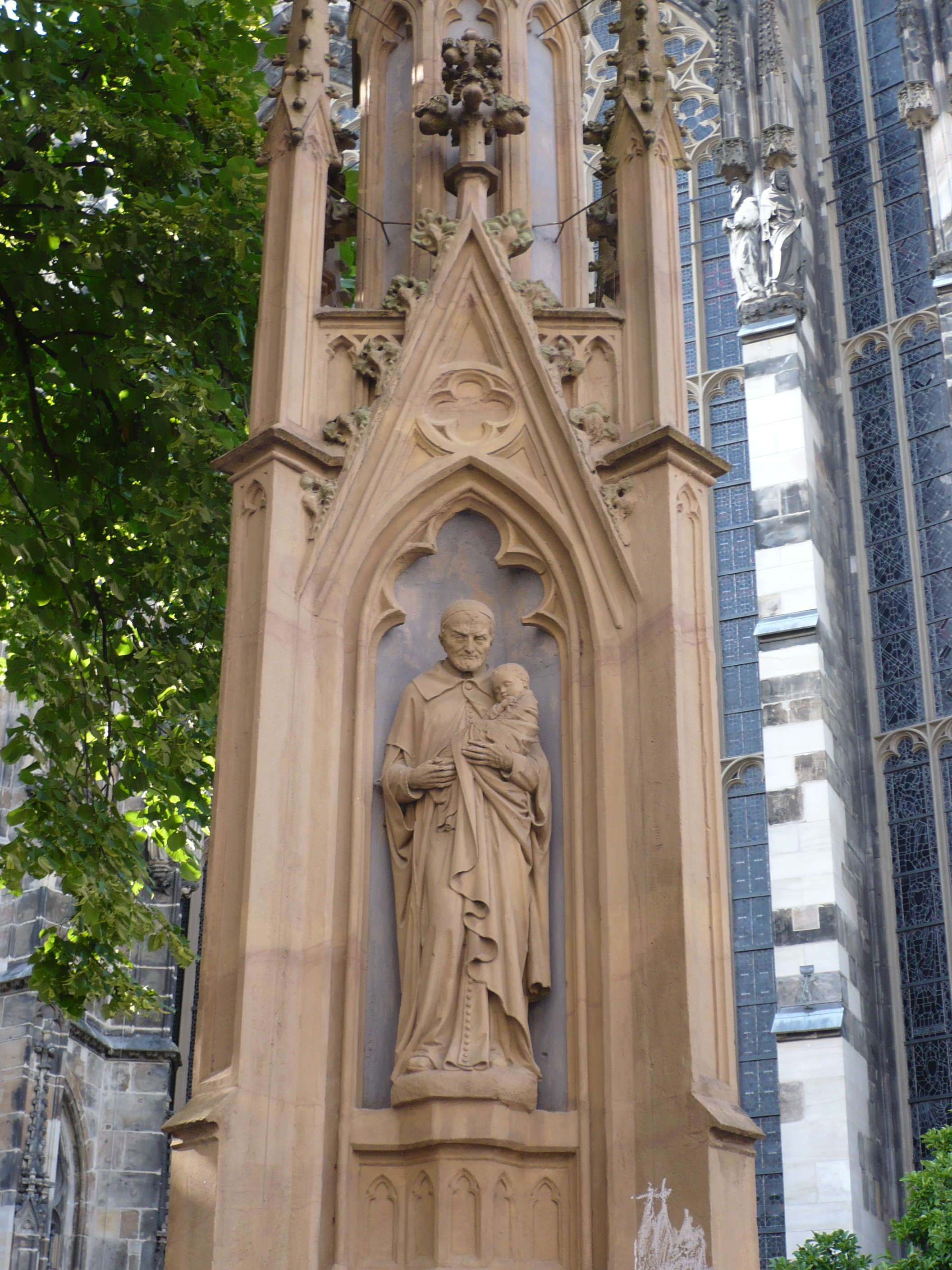
Hl. Vinzenz von Paul

- Relief mit der Anbetung der Heiligen Drei Könige; an der Dreikönigenpforte  mit Aufstieg (Kaiserstieg) in den Reichssaal am Aachener Rathaus, 1879. Freie Rekonstruktion des m.a. Werkes.
- Maria und Kind sowie bärtige Männer mit Schriftrollen, Seher des alten Testamentes; am Marienportal im Bereich der ehemaligen karolingischen Westapsis des Aachener Rathauses. Zu der ursprgl. m.a. Darstellung gehörten zwei Stifterfiguren.
- 12 Statuen für die Chorhalle des Aachener Doms;
- 90 Steinskulpturen an den Fassaden des Aachener Doms; Größe von 39 bis 260 cm, entstanden zwischen 1864 und 1874 unter Aufsicht des Aachener Stiftskapitels, dem Kölner Vikariat und dem Aachener Dombauverein
- Statuen der Schutzpatrone von St. Foillan und St. Michael, der Gottesmutter als Patronin des Münsters sowie den Hl. Vinzenz von Paul; angebracht an der von Friedrich Joseph Ark im Jahr 1847 als Ersatz für den verfallenen Vinzenzbrunnen geschaffenen Mariensäule auf dem Aachener Münsterplatz (Steinmetzarbeiten Wilhelm Josef Wings)
- Kolossalkruzifix auf dem Friedhof in Düsseldorf;
- einzelne Figuren im Kloster Simpelveld, u. a. seine Marienfigur, ein Hl. Antonius
- Marmorbüsten Kaiser Wilhelms I. und des späteren Kaisers Friedrich III. im Treppenhaus sowie die früheren Skulpturen an der Fassade des Hauptgebäudes der RWTH Aachen;
- Figurenschmuck an der ehem. Kirche St.Marien, Aachen, lagern im Parkhaus unter der Kirche
- seine Marienfigur an dem Wohnhaus von Lindgens in der Wallstraße
- skulpturale Innenausstattung, ein Neben-Altar in der Hl.-Kreuz-Kirche in Süggerath
- Josephfigur an dem Kloster der Schwestern vom armen Kinde Jesus, Michaelsbergstr.40 in Burtscheid
- Pietà an Hl.Kreuz in Aachen
- Eingangstympanonfrelief an St. Nikolaus (Aachen)